# هرمان یوزف آبس
هرمان یوزف آبس (آلمانی: Hermann Josef Abs؛ ۱۵ اکتبر ۱۹۰۱ – ۵ فوریه ۱۹۹۴) بانک‌دار آلمانی و مشاور کنراد آدناور، صدراعظم این کشور بود. او عضو هیئت مدیره دویچه بانک و ۴۴ شرکت دیگر بود. او یکی قدرتمندترین بانک‌داران تجاری در دوره رایش سوم به حساب می‌آمد.

## زندگی‌نامه
هرمان آبس روز ۱۵ اکتبر سال ۱۹۰۱ در بن زاده شد. پدرش وکیل بود. پس از تحصیل در رشته حقوق و گذراندن دوره مختصر کارآموزی در بانکی در کلن، با یافتن تجربه به بانک‌داری بین‌المللی در شهرهای مختلف جهان متصل گردید. سال ۱۹۲۹ مدیرعامل یک بانک در آمستردام در هلند شد.